# Конџервил (Илиноис)
Конџервил (енгл. Congerville) град је у америчкој савезној држави Илиноис.

## Демографија
По попису из 2010. године број становника је 474, што је 8 (1,7%) становника више него 2000. године.
| Група             | 2000.       | 2010.       |
| Белци             | 461 (98,9%) | 458 (96,6%) |
| Афроамериканци    | 0 (0,0%)    | 2 (0,4%)    |
| Азијати           | 1 (0,2%)    | 5 (1,1%)    |
| Хиспаноамериканци | 0 (0,0%)    | 9 (1,9%)    |
| Укупно            | 466         | 474         |